# Józef Innocenty Guz
Innocenty (Józef Wojciech) Guz OFMConv (ur. 18 marca 1890 we Lwowie, zm. 6 czerwca 1940 w Sachsenhausen (KL)) – polski duchowny katolicki, franciszkanin konwentualny, męczennik, błogosławiony Kościoła katolickiego.

## Życiorys
Do zakonu wstąpił 25 sierpnia 1908 roku i przyjął imię zakonne Innocenty. Studiował filozofię i teologię w Krakowie, a święcenia przyjął w 1924. Pracował potem w parafiach franciszkańskich w okolicach Lwowa, a także po spotkaniu bł. o. Maksymiliana w Niepokalanowie (1933-36).

II wojna światowa  zastała o. Innocentego w Grodnie jako ekonoma klasztoru i spowiednika. Po agresji ZSRR na Polskę został zatrzymany w areszcie domowym na plebanii w Adamowiczach koło Grodna (21 marca 1940 roku). Po udanej ucieczce został aresztowany przez Niemców, przy próbie przekroczenia granicy.

Duszpasterz przetrzymywany był w Suwałkach i Działdowie, a na koniec przewieziony został do niemieckiego obozu koncentracyjnego Sachsenhausen i tam bestialsko torturowany, został w końcu zamordowany przez obozowego oprawcę.

Ostatnimi jego słowy, skierowanymi tuż przed śmiercią do przyjaciela było pożegnanie:
„Ja już odchodzę do Niepokalanej, a ty pozostań i rób swoje”.
Beatyfikowany przez papieża Jana Pawła II w Warszawie 13 czerwca 1999 w grupie 108 polskich męczenników.

## Źródła internetowe
- Beato Innocenzo (Innocenty Jozef Wojciech) Guz (wł.)
- Życiorys. franciszkanie.pl. [zarchiwizowane z tego adresu (2014-09-19)].
- Martyrs killed in odium fidei by the nazis during the second world war (ang.)